# CJF Fleury Loiret Handball
CJF Fleury Loiret Handball ist der Name eines französischen Frauen-Handballvereins aus Fleury-les-Aubrais. CJF Fleury Loiret Handball ist eine Sparte des Sportvereins Cercle Jules Ferry Fleury-les-Aubrais.

## Geschichte
Der Sportverein Cercle Jules Ferry Fleury-les-Aubrais wurde im Jahr 1932 gegründet. Im Jahr 1974 wurde die Sektion Frauenhandball als Verein CJF Fleury Loiret Handball gegründet.
Im Jahr 2000 gelang dem Verein erstmals der Aufstieg in die höchste französische Spielklasse, die Division 1. Nach nur einer Saison stieg der Verein allerdings wieder ab in die Division 2. Im Jahr 2003 gelang der Aufstieg erneut. 2014 gewann man den französischen Pokal, in der Saison 2014/2015 gewann das Team die französische Meisterschaft und den französischen Ligapokal. Auch 2016 wurde der Ligapokal gewonnen. 2022 stieg CJF Fleury Loiret Handball in die Division 2 ab. Die Kontrollkommission des französischen Handballverbands legte dem Verein im Mai 2022 die Verpflichtung auf, seine wegen unzureichender Einnahmen schwierigen finanziellen Verhältnisse zu ordnen.
International spielte das Team in der Champions League 2015/2016, dem Europapokal der Pokalsieger 2014/2015 sowie im Challenge Cup 2011/2012.

## Spielstätte
Die Heimspiele werden im Palais des Sports d’Orléans in Orléans ausgetragen.

## Spielerinnen
Zu den Spielerinnen des Teams gehörten Ditte Vind, Doungou Camara, Paulina Uścinowicz, Karichma Ekoh, Manon Houette, Laurisa Landre, Aïssatou Kouyaté, Armelle Attingré, Kaba Gassama und Marta López.